# The Behemoth
The Behemoth（ザ・ベヒモス）は、アメリカ合衆国カリフォルニア州サンディエゴを拠点とするゲームメーカーである。

## 概要
ジョン・バエズ、ダン・パラディン、トム・ファルプ、ブランダン・ラ・カーヴァ、ニック・ドライバラによって 2003年5月に設立された。
主にダン・パラディンのデザインによる特徴的なキャラクターが登場する2Dゲームを開発。作風は(プログラマーのトム・ファルプが好む)ネオジオ系を初めとして、初期のアーケードゲームの影響を受けており、その面影を写した物が多い。
Alien Hominidがメディアから絶賛を浴びたことを切っ掛けに、古き良きスタイルを持ったゲームのルネサンスを担うインディーメーカーとして立ち位置を固める。

## ゲームソフト
- Alien Hominid'
- Alien Hominid HD
- Castle Crashers
- Super Soviet Missile Mastar
- Alien Hominid: PDA Games
- BattleBlock Theater
- Castle Crashers Remastered
- Pit People
- Alien Hominid Invasion